# Baltasar Lobo

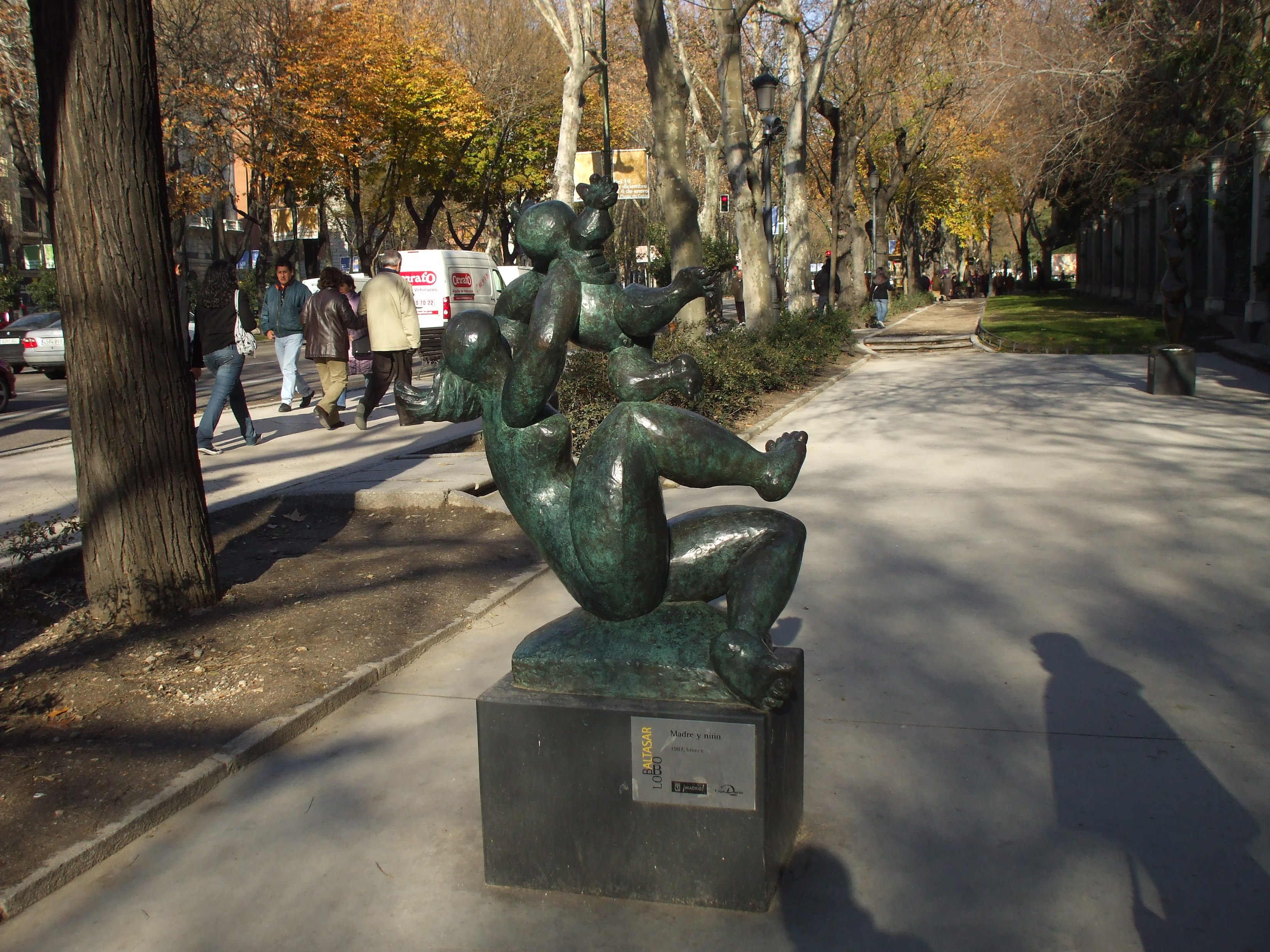
Baltasar Lobo, Madrid, diciembre de 2008.

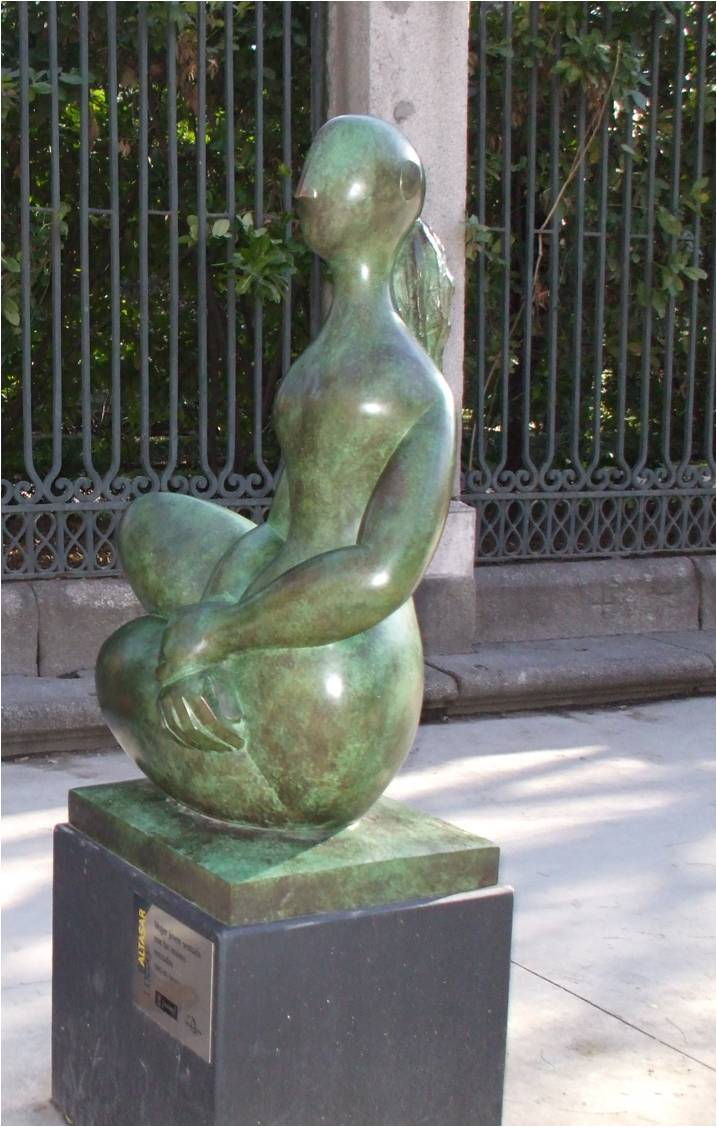
Baltasar Lobo, Madrid, diciembre de 2008.

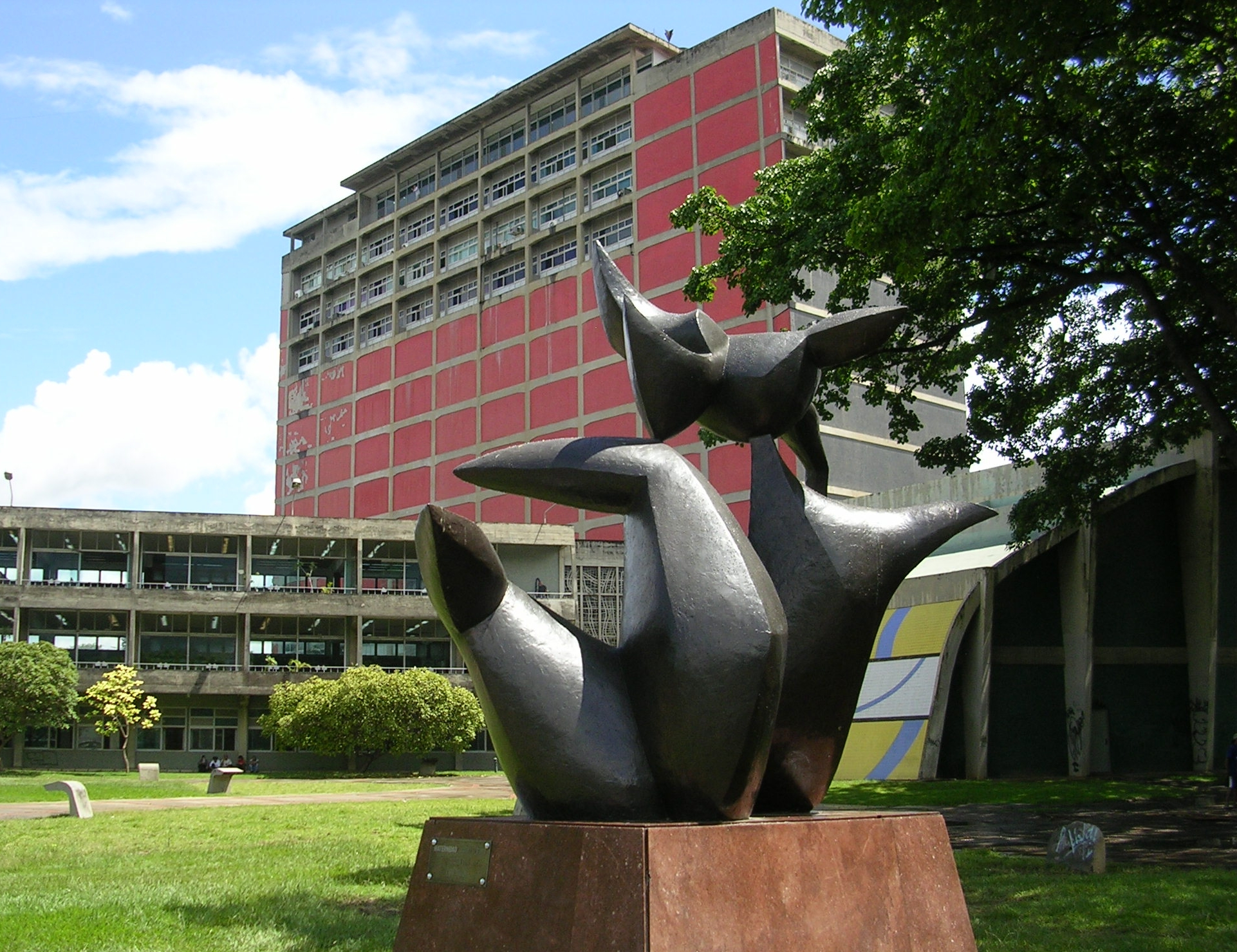
Maternidad, Ciudad Universitaria de Caracas.

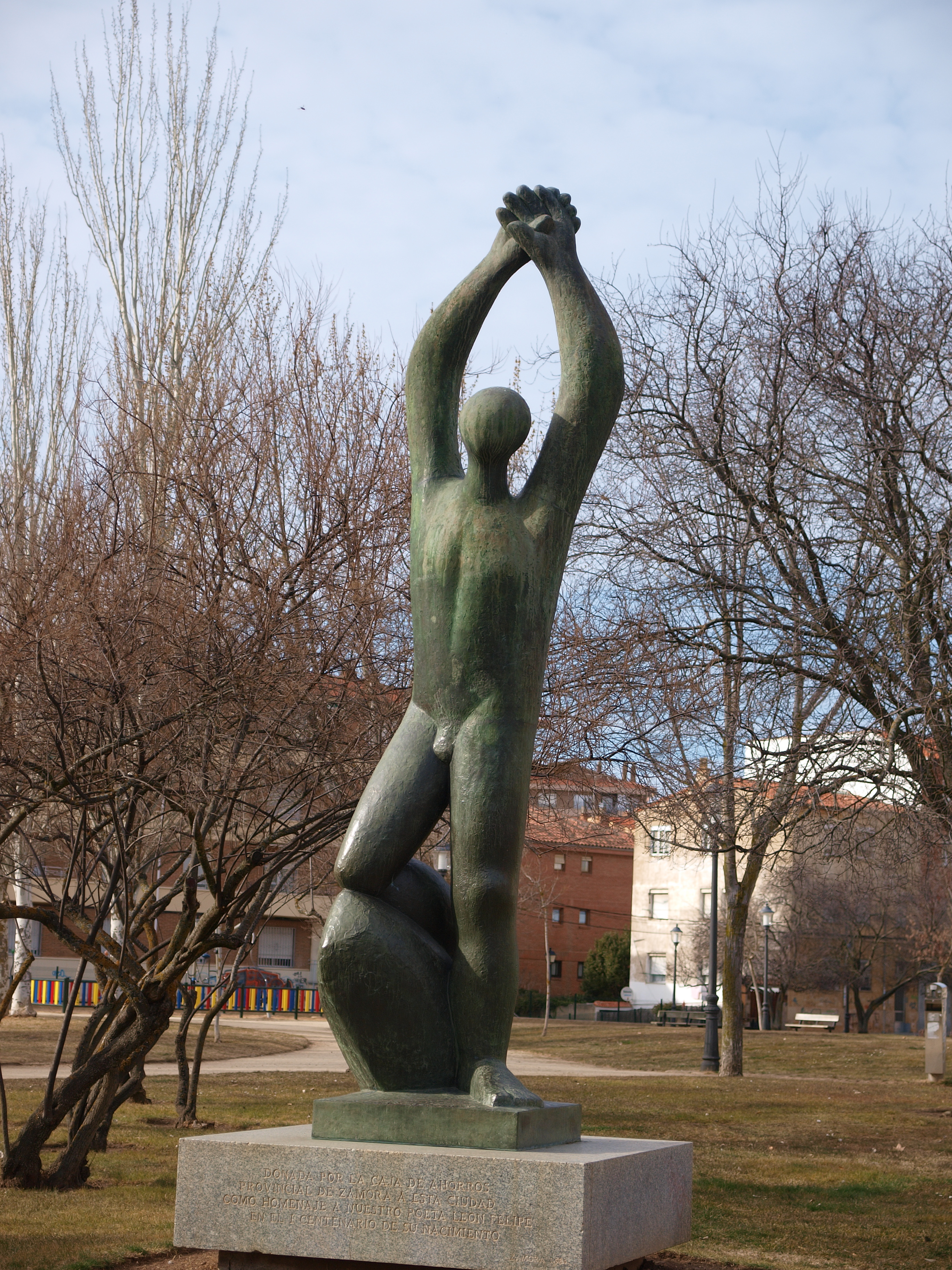
Estatua homenaje al poeta León Felipe (Zamora, 1984).

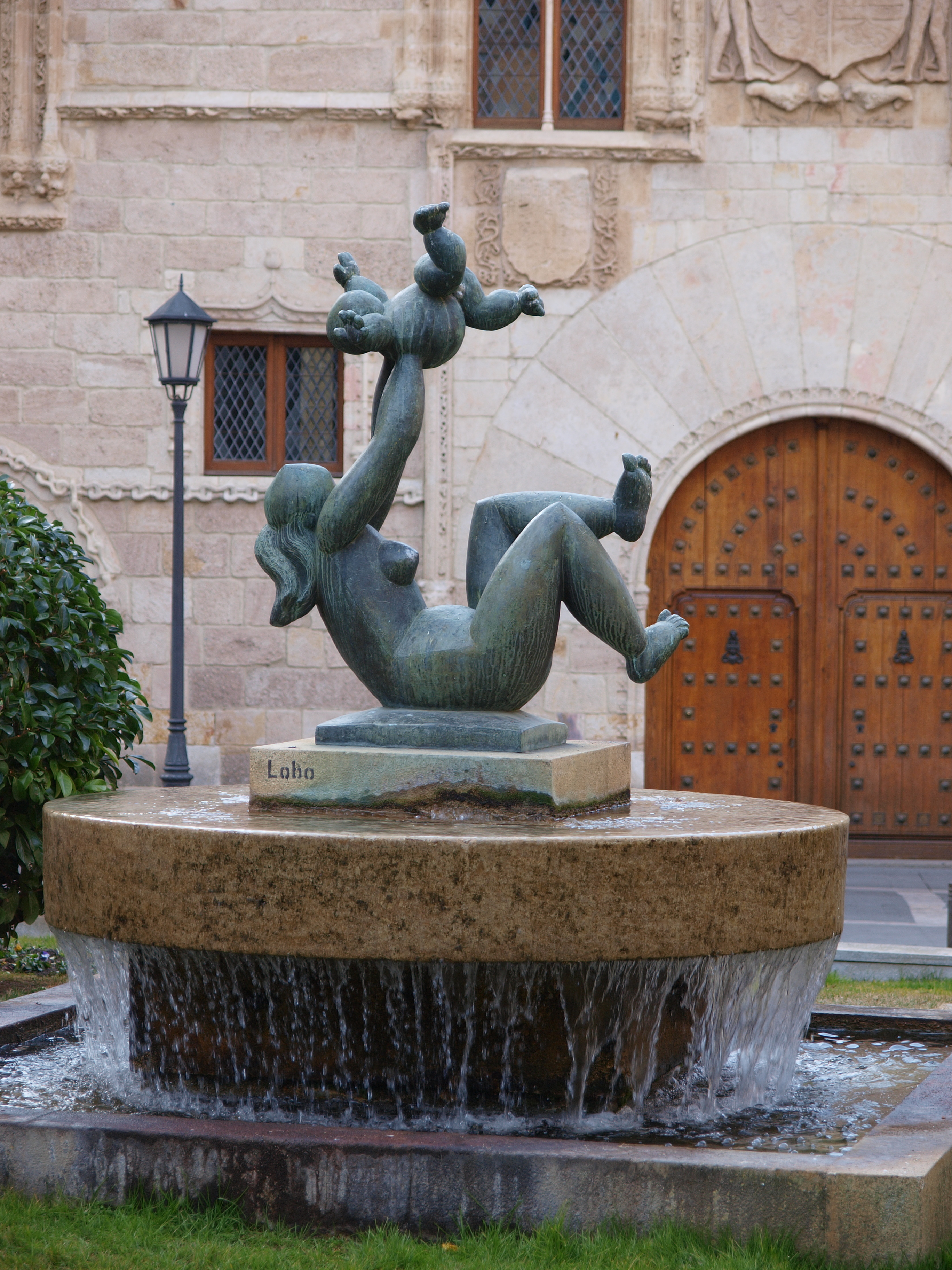
Madre y Niño (1980), en Zamora.

Baltasar Lobo Casquero (Cerecinos de Campos, 22 de febrero de 1910-París, 4 de septiembre de 1993) fue un dibujante y escultor español muy conocido por sus composiciones que representan madres e hijos.
Zamorano de nacimiento, se exilió al término de la Guerra Civil en 1939 a París, donde su escultura tuvo influencias de Constantin Brancusi, Jean Arp y Henri Laurens. La obra de Baltasar Lobo fue expuesta en la Galerie Vendôme en la Rue de la Paix junto con la de notables artistas como Henri Matisse, Fernand Léger, Maurice Utrillo y Pablo Picasso.
En 2007 se inauguró en Zamora el Museo Baltasar Lobo con una sede provisional.

## Biografía
Baltasar Lobo, el escultor zamorano de mayor renombre internacional en el siglo XX, nació el 22 de febrero de 1910 en Cerecinos de Campos, pueblo de Zamora, el seno de una familia humilde, su padre, Isaac, era carretero. Ya desde la infancia, su espontánea habilidad para el dibujo y el modelado, así como su temprana y decidida vocación artística, dirigieron sus pasos por el camino de la escultura. Con doce años entró como aprendiz en el taller del escultor-imaginero Ramón Núñez en Valladolid, a la vez que se iniciaba como modelador en la Escuela de Artes y Oficios. Gracias a una beca en 1927 pudo continuar su formación en la Escuela de Bellas Artes de San Fernando en Madrid, donde también pudo asistir a las clases de Círculo de Bellas Artes, especializándose en la talla directa de la madera y el mármol. Durante estos años descubrió con admiración la obra de los grandes artistas españoles del momento: Picasso, Dalí, Miró o Gargallo, entre otros.
En 1936 su esposa Mercedes Comaposada Guillén, Lucía Sánchez Saornil y Amparo Poch y Gascón fundaron la revista Mujeres Libres, que era portavoz de la Federación Mujeres Libres, en pro de la liberación de la mujer obrera. Era una revista para mujeres y escrita por mujeres. Vetó la colaboración de hombres, a excepción del artista Baltasar Lobo, ilustrador y maquetista de la publicación.
Durante la Guerra Civil, en el bando republicano, se apasionó por las ideas anarquistas, adhiriéndose a la CNT y dibujó para numerosas publicaciones ácratas de la época.
Al final de la guerra en 1939 tomó el amargo camino del exilio junto a su esposa. Se movieron por varias ciudades francesas hasta fijar definitivamente su residencia en París. En la capital del arte moderno entabló pronto amistad con Pablo Picasso y el escultor Henri Laurens, en cuyo taller trabajó unos años y de quien tomó su interés por simplificar las formas, su afición por los volúmenes curvilíneos, así como su concepto de estructuración poscubista de la escultura.
Durante la década de los 40 fue perfilando su estilo, empezando con una figuración muy simplificada en relación con las formas populares y con un cierto carácter arcaico —por ejemplo, «Ídolo» (1941) y «Campesina» (1942)—, para continuar por caminos de creciente abstracción y depuración de las formas. Su deseo por indagar en el desnudo femenino se tradujo en una iconografía repleta de bañistas y maternidades, y más tarde en los centauros y las ninfas. Así, a partir de los años 50, se perfila un Lobo ya maduro con un lenguaje propio e inequívoco que aúna en sus esculturas la rotundidad de volúmenes con una gran perfección en el modelado de las formas, especialmente elocuente en las piezas realizadas en mármol y bronce pulidos, en las que el escultor aprovecha la plasticidad táctil y luminosa del material hasta obtener obras radiantes, dotadas de una bellísima y oscilante transparencia interior. Buen ejemplo son «Levante»(1962), «Al sol» (1970).
El sentido monumental de su obra alcanzó su plenitud con dos esculturas urbanas basadas en desnudos masculinos: «A los españoles muertos por la libertad» (1948), monumento en piedra que se levanta en Annecy y el «Homenaje al poeta León Felipe» (1983), bronce ubicado en Zamora.
Desde muy pronto, a diferencia de lo que le pasaría en España, la obra de Lobo fue objeto de una importante difusión dentro de Francia, recorriendo también galerías y museos de ciudades como Praga, Bruselas, Luxemburgo, Zúrich, Caracas o Tokio, lo que le otorgó desde los años 70 un lugar destacado dentro de la escultura contemporánea europea.
Hasta 1960, en que el Museo de Arte Contemporáneo de Madrid organizó una retrospectiva sobre su obra, el escultor zamorano no pudo reencontrarse con su público, para el que había pasado demasiado tiempo desapercibido. Posteriormente la Galería Theo siguió de cerca la trayectoria del artista. Por medio de Benjamín Palencia conoció, hacia 1970, al poeta y emprendedor en el mármol Francisco Pastor Pérez, quien le ofreció la oportunidad de trabajar el mármol rojo de Alicante en sus talleres de Novelda, donde pasó largas temporadas durante años y realizó parte de su producción.
Baltasar Lobo hizo las ilustraciones para la traducción inglesa de la obra Platero y yo de Juan Ramón Jiménez. Su reconocimiento internacional se tradujo también en numerosos premios y distinciones, como el Premio André Susse de Escultura (1958), el Premio Jacques Lenchener (1974), el Premio Oficial de las Artes y las Letras (Francia, 1981), la Orden Andrés Bello del Gobierno de Venezuela (1989) y la Medalla de Oro Susse Fréres Fondeul. 
En la década de los 80 su reconocimiento en Venezuela continúa. (Rafael Pineda en el catálogo de la Galería Freites de septiembre-octubre de 1993) cifraba exactamente el primer encuentro del escultor español con la realidad del mencionado país: su Maternidad instalada en 1953 dentro del proyecto que el arquitecto Carlos Raúl Villanueva ideó y llevó a cabo en la Ciudad Universitaria de Caracas. Pineda recorría la presencia de la obra de Lobo en Venezuela hasta esa exposición en la propia Galería Freites, convirtiendo a Alejandro Freites, director de dicha galería desde 1986 en representante universal de su obra. En la Ciudad Universitaria de Caracas Lobo comparte con Amphion de Henri Laurens, con Pastor de nubes de Arp, y con Dinamismo en 30 grados de Pevsner además de obras de Calder, Leger, Vasarely, etc.
En esos mismos años afortunadamente se estrecharon sus lazos con la tierra que le vio nacer y que él nunca quiso olvidar. Así, en 1984 celebró su primera exposición en Zamora y, dos años después, la VIII Bienal de esta ciudad le dedicó una sala especial en homenaje a su fructífera trayectoria artística. Los galardones en España llegarían necesariamente tras el cambio político: en 1984 fue galardonado con el Premio Nacional de Artes Plásticas de España, y, en 1985, con el Premio de Castilla y León de las Artes.
Baltasar Lobo murió en 1993 y fue enterrado en París en el Cementerio de Montparnasse. La muerte le sorprendió cuando estaba preparando, en colaboración con diversas entidades públicas y financieras, un ambicioso proyecto museográfico para la exhibición y estudio de su obra en la capital zamorana. Gracias al Patronato Baltasar Lobo se ha podido disfrutar de una exposición permanente de parte de su obra en la iglesia románica de San Esteban, acondicionada provisionalmente, en tanto se rehabilitaba el castillo de Zamora, destino definitivo para albergar el Museo Baltasar Lobo.

### Exposiciones
En octubre de 2008 se realizó una exhibición temporal de sus esculturas en el paseo del Prado, Madrid.
El IVAM presentó una exposición que reunió más de cien obras del artista. La muestra tuvo lugar en Valencia entre el 15 de marzo y el 1 de mayo de 2011.
La Galería Freites (Caracas, Venezuela) acogió la exposición "Baltasar Lobo íntimo" en marzo de 2022.

### Documental en 2018
En 2018 se estrenó el documental sobre Baltasar Lobo La soledad del escultor.

## Museo Baltasar Lobo - Zamora
El Museo Baltasar Lobo está ubicado en la ciudad de Zamora, fue inaugurado en 2007 y dedicado exclusivamente a su obra. La visita es gratuita. El museo está provisionalmente en la denominada 'Casa de los Gigantes', edificio anterior al acceso al Castillo de Zamora, Castillo Centro de Arte donde puede visitarse numerosas esculturas del autor, así como dibujos y otra documentación. En el mismo castillo y los jardines anteriores se encuentran varias esculturas de gran formato en bronce de Baltasar Lobo.